# Ceratosanthes cuneata
Ceratosanthes cuneata là một loài thực vật có hoa trong họ Cucurbitaceae. Loài này được Ridl. mô tả khoa học đầu tiên năm 1890.